# Spiderwick
Spiderwick (engelska: The Spiderwick Chronicles) är en barnboksserie i genren fantasy, skriven av de amerikanska författarna Tony DiTerlizzi och Holly Black. Serien är utgiven av förlaget Simon & Schuster och en svensk översättning gavs ut av Rabén & Sjögren (R&S). Den består ursprungligen av fem böcker, därutöver har det tillkommit andra böcker som exempelvis ett fördjupat uppslagsverk med svenska titeln, Arthur Spiderwicks fälthandbok över vår sagolika omgivning, och en spinoffserie, Bortom Spiderwick, i tre delar. Handlingen kretsar kring syskonen Grace och deras äventyr med det övernaturliga. Föräldrarnas skilsmässa och hur det påverkar barnen är ett ämne som genomsyrar böckerna.
Serien är en internationell storsäljare och har hyllats för att ha lockat unga motvilliga läsare att börja läsa böcker. Bidragande orsaker anses vara böckernas korta längd och de viktorianska illustrationerna. Den har filmatiserats och en tv-serie befinner sig i postproduktion hos Disney+.

## Handling
När föräldrarna separerar flyttar syskonen Jared, Simon och Mallory Grace ut på landet i USA med sin mor Helen. De flyttar till Spiderwicks herrgård, ett stort gammalt hus som stått öde i flera år. De som senast bodde där var anfadern Arthur Spiderwick och hans familj. Familjen och grannarna tyckte Arthur var speciell och när han försvann på ett besynnerligt sätt ville ingen ta över herrgården. Helen får dock bo där gratis mot att hon tar hand om huset. Jared märker med en gång att de konstiga saker som sker i huset beror på övernaturliga väsen eller oknytt, och inte alls har naturliga orsaker. Med hjälp av ledtrådar hittar han sedan Arthur Spiderwicks fälthandbok som bekräftar hans aningar. Fälthandboken öppnar en ny värld för Jared och hans syskon, men farliga väsen som paddtroll och vidundret Mulgarath är också ute efter handboken, därmed även efter syskonen Grace.

## Persongalleri
- Jared Grace: Berättaren i böckerna, den första av syskonen som upptäcker att något övernaturligt pågår i huset. Han är lite av en enstöring och tycker om att teckna. Han bär dock på en stor inre ilska över familjens splittring.

- Simon Grace: Enäggstvilling till Jared, gillar djur och natur över allt annat. Han samlar ständigt på sig nya husdjur.

- Mallory Grace: Storasyster till Jared och Simon, en fäktare som har ett hetsigt humör och vet vad hon vill.

- Arthur Spiderwick: Förfader till syskonen och författare till fälthandboken. Hans äldre bror Theodore blev som barn uppäten av ett troll inför ögonen på Arthur.

- Lucinda "Lucy" Spiderwick: Dotter till Arthur som bor på ett sjukhem. Hon är den enda nu levande släkting som, förutom syskonen, har upplevt det övernaturliga.

- Helen Grace: Mor till de tre syskonen. Hon är omtänksam men kan vara sträng om det behövs.

- Richard Grace: Helens exmake och far till syskonen.

- Tråckeltum: Spiderwicks herrgårds egen vätte som både skapar ont och gott.

- Pipgrisen: Ett gristroll som syskonen träffar under sina äventyr.

- Mulgarath: Ett vidunder som vill ta över världen med hjälp av informationen i handboken. Han kan byta skepnad till olika djur, däribland människor.

- Byron: En grip som blir Simons husdjur.

## Böcker
Böckerna har publicerats både i kartonnage och pocketupplagor. Samtliga fem böcker finns översatta till svenska av Carla Wiberg. De har också givits ut som ljudböcker med både engelskt och svenskt tal. Uppläsare var Mark Hamill respektive Tomas Bolme. Vid 10-årsjubileet för den första och andra bokens utgivning år 2013 släpptes ytterligare amerikanska utgåvor med nya omslag.
Utöver originalserien publicerades uppslagsverket Arthur Spiderwicks fälthandbok över vår sagolika omgivning och de tre böckerna Najadens sång, Ett jätteproblem och Ormkungen i spinoffserien Bortom Spiderwick. Spinoffen handlar om Nick Vargas och hans styvsyster Laurie som möter det övernaturliga i Florida. I Bokjuryn utnämndes Arthur Spiderwicks fälthandbok över vår sagolika omgivning till den bästa boken 2008 i kategorin Facklitteratur.
| Lista över böckerna i Spiderwick och Bortom Spiderwick | Lista över böckerna i Spiderwick och Bortom Spiderwick | Lista över böckerna i Spiderwick och Bortom Spiderwick | Lista över böckerna i Spiderwick och Bortom Spiderwick | Lista över böckerna i Spiderwick och Bortom Spiderwick | Lista över böckerna i Spiderwick och Bortom Spiderwick | Lista över böckerna i Spiderwick och Bortom Spiderwick | Lista över böckerna i Spiderwick och Bortom Spiderwick |
| Originaltitel                                          | Första utgivning på engelska                           | Sidor                                                  | Kapitel                                                | Svensk titel                                           | Första utgivning på svenska                            | Serie                                                  |                                                        |
| ------------------------------------------------------ | ------------------------------------------------------ | ------------------------------------------------------ | ------------------------------------------------------ | ------------------------------------------------------ | ------------------------------------------------------ | ------------------------------------------------------ | ------------------------------------------------------ |
| The Field Guide                                        | 1 maj 2003                                             | 107                                                    | 7                                                      | Vättar i väggen                                        | 1 april 2004                                           | Spiderwick                                             |                                                        |
| The Seeing Stone                                       | 1 maj 2003                                             | 114                                                    | 7                                                      | Stenens öga                                            | 1 april 2004                                           | Spiderwick                                             |                                                        |
| Lucinda's Secret                                       | 1 oktober 2003                                         | 114                                                    | 7                                                      | Lucindas hemlighet                                     | 1 januari 2005                                         | Spiderwick                                             |                                                        |
| The Ironwood Tree                                      | 1 april 2004                                           | 128                                                    | 7                                                      | Järnträdet                                             | 1 maj 2005                                             | Spiderwick                                             |                                                        |
| The Wrath of Mulgarath                                 | 7 september 2004                                       | 160                                                    | 6                                                      | Mulgaraths vrede                                       | 1 september 2005                                       | Spiderwick                                             |                                                        |
| The Nixie's Song                                       | 18 september 2007                                      | 162                                                    | 9                                                      | Najadens sång                                          | 1 mars 2008                                            | Bortom Spiderwick                                      |                                                        |
| A Giant Problem                                        | 16 september 2008                                      | 154                                                    | 9                                                      | Ett jätteproblem                                       | 26 maj 2009                                            | Bortom Spiderwick                                      |                                                        |
| The Wyrm King                                          | 8 september 2009                                       | 202                                                    | 9                                                      | Ormkungen                                              | 28 januari 2010                                        | Bortom Spiderwick                                      |                                                        |

Tre till böcker, Arthur Spiderwick's Notebook for Fantastical Observations (2005), The Spiderwick Chronicles: Care and Feeding of Sprites (2006) och The Chronicles of Spiderwick: A Grand Tour of the Enchanted World, Navigated by Thimbletack (2007), har släppts enbart på engelska. I januari 2008 lanserades en guidebok, The Fan's Guide to The Spiderwick Chronicles: Unauthorized Fun with Fairies, Ogres, Brownies, Boggarts, and More!, av författaren Lois H. Gresh.

### Tillkomst

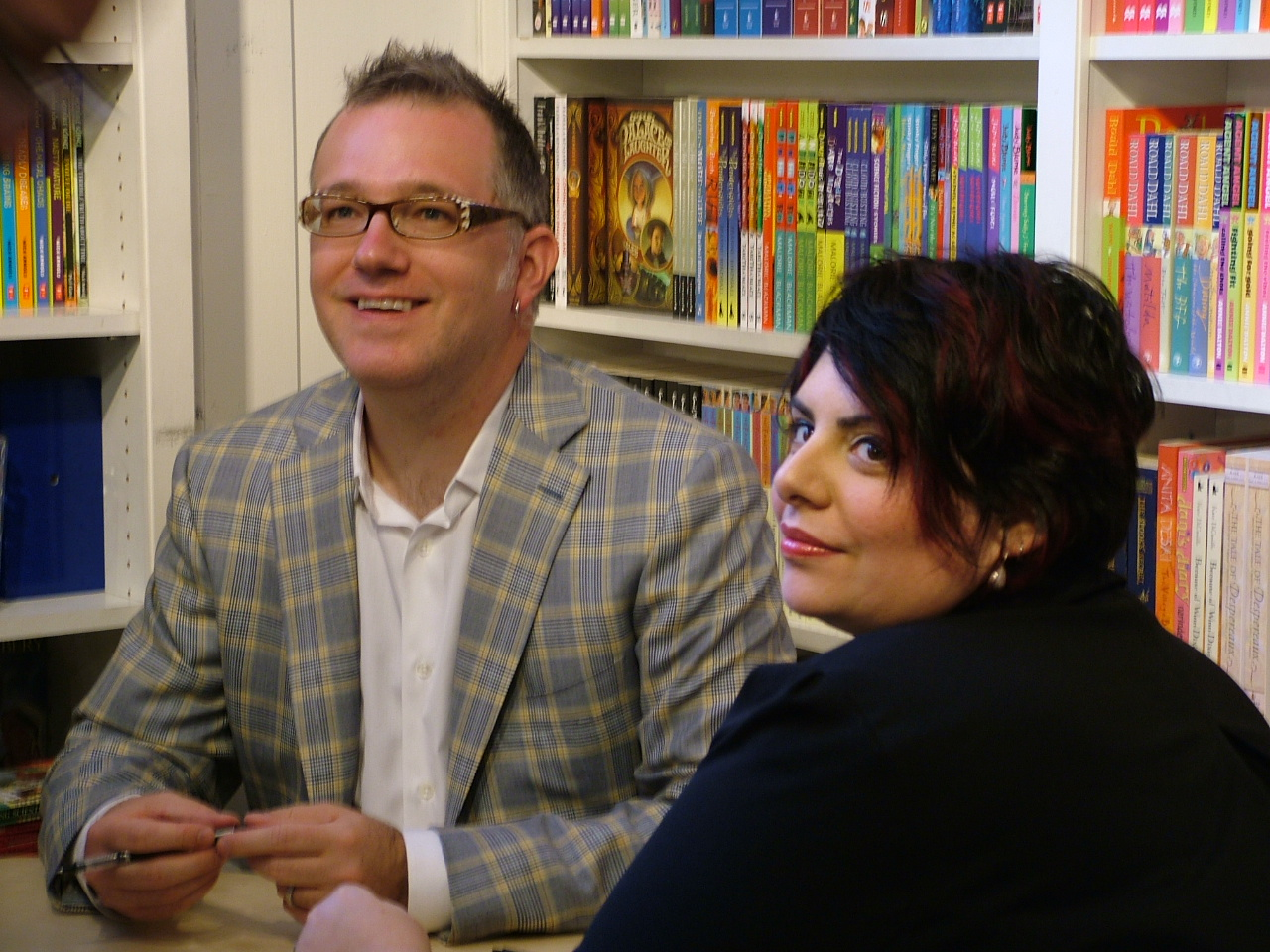
Författarna Tony DiTerlizzi och Holly Black vid en boksignering den 15 mars 2008.

Idén till Spiderwick kom efter att DiTerlizzi och Black mottagit brev från barn som berättade att de hade mött sagoväsen. Arbetet började 2001 och man hjälptes åt att skriva kapitel, skiss med blyerts användes som hjälpmedel. Från början var det tänkt att hela berättelsen skulle presenteras i en enda bok med 500–600 sidor, men planerna ändrades eftersom historien behövde bli mer tilltalande för den yngre publiken. En annan orsak var att minska konkurrensen med andra bokserier som Harry Potter (1997–2007) och Syskonen Baudelaires olycksaliga liv (1999–2006). Seriens illustrationer är gjorda i viktoriansk gotik och inspirerande av Arthur Rackhams verk. Boken Faeries (1978) av konstnärerna Brian Froud och Alan Lee fungerade också som inspirationskälla.

## Struktur och huvudtema
Spiderwick är skriven i tredjepersonsperspektiv. De mänskliga rollfigurerna introduceras i den första boken Vättar i väggen, när övernaturliga saker börjar inträffa i huset får Jared bära skulden. Hotet från sagoväsendena såväl som spänningen ökar i senare böcker. Huvudtemat skilsmässa tar sig uttryck i att Jared får vredesutbrott och hamnar i slagsmål på skolan. Hans syskon Simon och Mallory bearbetar skilsmässan genom att ägna sig åt sina intressen, djur och fäktning.

## Mottagande
Serien har blivit framgångsrik med översättningar till över 30 språk och försäljningssiffror på över 12 miljoner exemplar världen över. Den hamnade på förstaplats på The New York Times bestsellerlista för barnlitteratur. Utgivningen av första upplagan av den femte boken Mulgaraths vrede trycktes i 250 000 exemplar.
Tidskriften Publishers Weekly har berömt serien för dess persongalleri och spänning. Organisationen Common Sense Media, som inriktat sig på åldersbaserade recensioner, har kommenterat de två första böckerna Vättar i väggen och Stenens öga. Diskussionen föll framförallt på böckernas ton som enligt dem blev mörkare ju längre berättelsen fortsked. Med seriens målgrupp ansåg Common Sense Media att den passar bättre för äldre barn (åttaåringar och uppåt), särskilt motvilliga läsare. I betyg mottog böckerna tre av fem stjärnor. Kirkus Reviews gav en stjärnmärkt recension till Vättar i väggen och Stenens öga. De rekommenderade unga att läsa serien om de tyckte att Harry Potter-böckerna var svårlästa. Hankenstein vid The Guardian skrev att Spiderwick är en fröjd att läsa.

## Annan media
En filmatisering i regi av Mark Waters samt ett medföljande datorspel kom 2008. Filmen producerades av Nickelodeon Movies. Syskonen Grace spelades av Freddie Highmore och Sarah Bolger.
I november 2021 annonserades en tv-serie av Disney+. Aron Eli Coleite är showrunner medan Kat Coiro väntas regissera de två första avsnitten. Christian Slater tilldelades skurkrollen Mulgarath, Lyon Daniels och Noah Cottrell fick rollerna Jared och Simon Grace. Joy Bryant erbjöds rollen Helen Grace. Mychala Lee spelar Mallory Grace. I december 2022 anslöt sig Jack Dylan Grazer till rollbesättningen och han gestaltar Tråckeltum. Inspelningsperioden ägde rum i september 2022 till januari 2023 i Vancouver.